# سيميون سيميونوف
سيميون سيميونوف (بالبلغارية: Симеон Симеонов)‏ مواليد 26 مارس 1946 في صوفيا - الوفاة 2 نوفمبر 2000 في صوفيا، كان لاعب كرة قدم بلغاري كان يلعب في مركز حراسة المرمى. سبق له أن لعب في كأس العالم لكرة القدم ثلاث مرات مع منتخب بلاده في مونديال عام 1966 مونديال عام 1970 ومونديال عام 1974.

## المسيرة الاحترافية

### أندية لعب لها
- سلافيا صوفيا
- سسكا صوفيا

## روابط خارجية
- سيميون سيميونوف على موقع الاتحاد الدولي (مؤرشف)  (الإنجليزية)
- سيميون سيميونوف على موقع قاعدة بيانات كرة القدم.إي يو (الإنجليزية)
- سيميون سيميونوف على موقع ناشيونال فوتبول تيمز (الإنجليزية)
- سيميون سيميونوف على موقع Soccerway.com (الإنجليزية)
- سيميون سيميونوف على موقع عالم كرة القدم.نت (الإنجليزية)